# Алфред Редл
Алфред Редл (Лавов, 14. март 1864 — Беч, 25. мај 1913) био је аустроугарски војни официр који је стигао до чела Евидензбуроа, контраобавештајног одељења Главног штаба аустроугарске војске. Као један од водећих фигура у шпијунажи пре Првог светског рата, његово време на власти обележиле су радикалне иновације и коришћење напредне технологије за замке страним шпијунима.
Захваљујући иновацијама које је увео, Редлов наследник, мајор Максимилијан Ронге, открио је крајем 1913. године да је и сам Редл био високоплаћени шпијун за обавештајну службу Руске империјалне армије. После откривања да је руски шпијун, Редл је починио самоубиство.
Иако је Редлова хомосексуалност била објављена током скандала, касније истраживање руских архива показало је да његови руски руководиоци нису били упознати с тим, и његова сексуалност није била у вези са његовом одлуком да се бави шпијунажом. Уместо тога, привукла га је материјална корист. Открића која је Редл направио нису имала значајан утицај на ток рата.

## Младост и  каријера
Алфред Редл је рођен 14. марта 1864. у граду Лембергу, који се налази у Аустријском царству (данас украјински град Лавов), као четврто од деветоро деце Франца и Матилде Редл (неки извори наводе само седморо деце). Његово родно место Лемберг било је главни град тадашње аустријске крунске земље Галиције и Лодомерије. Редл је потекао из релативно сиромашне породице, његов отац је у приватном животу био железнички службеник. Редлов отац, који је рођен 1820, као војник био је у Аустро-Угарској војсци и у пешадијском пуку где је добио чин „Хох унд Дојчмастер” бр. 4 (k.u.k. Infanterieregiment „Hoch- und Deutschmeister“ Nr. 4), али се није уздигао изнад тада најнижег официрског чина потпоручника 2. класе.
Пошто није могао да приушти брачни депозит који су официри захтевали за њихово венчање, Франц Редл је морао да напусти војску у 31. години. Прешао је на краљевску империјалну приватну железницу (у документима означавану као к.к.), „приватни Карл-Лудвиг-Бан”, где је остао запослен током целог живота. Место запослења био је Лавов. У време рођења његовог сина Алфреда, Франц Редл је радио као експедитор 2. класе у управљању материјалима, са годишњом платом од 700 гулдена. Као управник станице, Франц Редл је добио Златни крст за заслуге 1867. за заслуге током немачко-немачког рата 1866. Када је умро 1875. у 55. години, Франц Редл је имао чин чиновника у Лембергер Материал-Магазину са платом од 2.400 гулдена.. То је отприлике одговарало чину и плати потпуковника у војсци. Од тада је породица живела од релативно скромне удовичке пензије мајке.
Сва деца Франца Редла била су професионално успешна: двојица синова су постали каријерни официри, један је био архитекта, други адвокат, а трећи железнички службеник као и њихов отац. Обе ћерке су постале наставнице. Отац је успешно одгајао децу на три језика: пољским, руским и немачким језиком, што је имало пресудан утицај на даљњу каријеру Алфреда Редла.
По завршетку средње школе, Алфред Редл је постао кадет у к.к. Кадетској школи Картхаус, која је била смештена у предграђу Брна. Захваљујући чињеници да му је отац био бивши официр, школовање му је било бесплатно. Године 1883. напустио је Картхаус са звањем кадетског заменика и „веома добрим успехом“. Након четири године службе у 9. пешадијском пуку у Лембергу, 1. јуна 1887. године, официрски кор је препознао његове квалитете и унапредио га у чин поручника. С обзиром на натпросечне оцене од стране својих претпостављених, пријавио се за к.у.к. Ратну школу, институцију за обуку официра Генералштабне службе, где је 1894. године успешно завршио курс.
Редл је био хомосексуалац, што би у то време, уколико би се открило, довело до његовог отпуштања из државне службе, друштвене изолације и судског процеса. Пре него што је регрутован, морао је да се лечи од сифилиса, болести која је пре открића антибиотика често била хронична и фатална. Године 1892, званични извештаји кажу да је болест била потпуно излечена. Међутим, обдукција после Редловог самоубиства открила је да је он био хронично болестан и да му није преостало много времена да живи.

## Генералштаб и обавештајна служба
После напуштања војне академије, Редл је до 1895. године био запослен у железничкој канцеларији, у одељењу задуженом за планирање транспорта и распоређивање. Његов посао је такође укључивао извиђање железничких пруга потенцијалних ратних противника, задатак који је у Русији био посебно значајан због тајности мапа и честе потребе за личним путовањем како би се утврдиле руте.
Након тога, Редл је неколико година служио у војном особљу, прво у Будимпешти, а потом као капетан у Лембергу, свом родном граду. Године 1899, по наредби начелника генералштаба Фридриха фон Бек-Ржиковског, послат је на језички курс у Русију. У Казању је стекао знања која су му послужила као темељ за рад у „руској групи” Бечке евиденције у Генералштабу, где је започео службу 1900. године.
Канцеларија за евиденцију сакупљала је војно значајне извештаје из различитих извора, које је требало дневно представљати начелнику Генералштаба, а недељно цару Францу Јосифу I (ручно писане до 1913). За ову сврху располагала је са 20 официра, што је био само фрагмент онога што су имали немачки и руски генералштаб. Оскудица у особљу и финансијама била је углавном последица подређености евиденције Министарству спољних послова, једном од три к.у.к. министарства која је финансирала Мађарска, која је тежила да обезбеди само минимална средства за заједничке институције.
Редл је био брзо унапређен. Након неколико месеци, премештен је у обавештајну канцеларију задужену за надзор страних држава. У 1905. години постао је мајор, а 1907. преузео је вођство одељења. У октобру 1907. постао је заменик начелника Службе за доказе, чиме је стекао позицију једног од најближих сарадника начелника Генералштаба. Првог маја 1909. унапређен је у чин пуковника, а првог маја 1912. у чин пуковника. Осамнаестог октобра те године, Редл је премештен у Праг као начелник генералштаба VIII армијског корпуса, под командом бившег шефа евиденције Артура Гизла фон Гизлингена.

## „Афера Редл”

### Редлове шпијунске активности
Дуго се претпостављало да је Руска Охрана, која је у то време била одговорна за инострану шпијунажу и имала канцеларије у Москви, Санкт Петербургу и тадашњој руској Варшави, активно приступила Редлу. Одељење „Охрана” у Варшави било је задужено за Аустрију и имало је 50 људи, док је 150 било у резерви. Начелник одељења за обавештајне послове био је пуковник Николај Степанович Батјушин, који је око 1901. године послео савршено говорећег балтичког Немца по имену Прат у Беч као „одморника” да регрутује што вишег рангираног агента из бечке канцеларије за доказе. У трагању за слабостима у приватним животима официра, за које се тврди да је пронашао у капетану Редлу 1903. године, који је тада био у хомосексуалној вези са поручником Метерлингом из 3. драгог пука, Прат је наводно уцењивао Редла и приморао га да шпијунира за Охрану.
Историчари данас верују да до уцене није дошло, јер у московским архивама нема записа о Редловој хомосексуалности, нити да је Редл сам иницирао контакт како би финансирао свој раскошан живот. Постоји могућност да руски агенти нису знали идентитет свог доушника, јер је Редл тајно започео контакт, а документација и новац су увек били послати поштом. Извесно време се о њему старао руски војни аташе Барон де Руп. Након што је де Руп био приморан да напусти земљу због шпијунаже, бригу је преузео његов наследник, пуковник Митрофан Марченко, који је такође касније протеран из истог разлога. Суђење Редлу је одржано у октобру 1907. године:
“издајничко, тајновито, концентрисано и послушно, добро памћење... Сладак, мек, нежан говор, ... више паметан и погрешан него интелигентан и талентован. Циник…

Будући да су Руси обилато плаћали Редла, он је имао могућност да води живот који је иначе био доступан само богатим аристократама или индустријалцима. Обично је фреквентирао само објекте вишег друштвеног слоја, поседовао је два скупоцена аутомобила, личне слуге, коње и исплаћивао је дневнице својим љубавницама, међу којима је био и улански поручник Стефан Хоринка. У циљу повећања прихода, почео је да продаје своја документа италијанским и француским обавештајним службама, што му је доносило годишњи приход од приближно 50.000 круна. За упоређивање, 1909. године потпуковник аустроугарске армије (ранг VII) имао је годишњу плату између 5.400 и 6.200 круна, док је пуковник (ранг VI) зарађивао између 7.200 и 8.800 круна, без урачунатих било каквих додатака за посао, станарину, храну и остало.
Редл ретко је предавао документацију, али када би то учинио, документи су били обимни и од изузетног војног значаја за противнике монархије. Открио је скоро све што се збивало унутар Аустроугарске. Војска је била окружена тајношћу: планови мобилизације, величина трупа, извештаји о инспекцијама, планови утврђења. Сам је фотографисао документе и развијао фотографије. Он је такође откривао аустријске шпијуне, иако нису сви били погубљени у Русији, како се понекад наводи у литератури о Редлу. Поред тога, пуштао је лажне извештаје у Генералштаб о снази руских трупа, њиховом квалитету и времену потребном за мобилизацију, представљајући их као слабије.
Неуспеси које је доживела аустријска извиђачка служба били су очигледни. Ипак, Редл и његови сарадници су знали како да компензују ове пропусте наводним „успешним операцијама“. Оне су се ослањале на фабриковане руске тајне документе и „разоткривене“ руске агенте који су постали сметња за Редлове сараднике и били су жртвовани. Оно што је било непојмљиво јесте да извор његовог јавно истакнутог богатства никада није био предмет озбиљне истраге. Аустријска обавештајна служба се задовољила објашњењем о Редловом наслеђу, које је у стварности било скромно.
Редл је једном само срећом избегао откривање. Године 1909., мајор Лелио Граф Спаноки, војни аташе у Санкт Петербургу, стекао је царево поверење због својих достигнућа. У Санкт Петербургу се спријатељио са британским војним аташеом Гајем Персијем Виндемом, који му је открио да високи аустријски официр продаје војне тајне Русима. Спаноки је ову информацију проследио шефу евиденције пуковнику Хордличкој, који није истражио сумњу и замолио је Спанокија да уместо министру војном, пријави случај пуковнику Редлу. Редл је у сарадњи са Русима успео да компромитује Спанокија, да га повуче из Москве и оштети његову каријеру, која је, међутим, била краткотрајна.

### Редлова изложеност
На дан 18. октобра 1912. године, Редл је премештен у Праг, где је постао начелник генералштаба VIII к.у.к. Корпуса. Због нове позиције, тешко му је било да се састаје са контактима са друге стране, па је новац претежно слао поштом. Једна таква пошиљка, адресирана на Никона Низетаса, враћена је из Беча у Ејдткухнен у Источној Пруској, након што није преузета у предвиђеном року. Отварањем писма у потрази за информацијама о пошиљаоцу, откривено је 6.000 круна и адресе. Писмо је затим послато немачкој обавештајној служби. Мајор Валтер Николај је у њему пронашао две адресе познате шпијунске мреже, што је довело до обавештавања аустријског мајора Максимилијана Ронгеа из Одељења за доказе. Писмо је било компромитовано званичним отварањем, што је примаоцу сигнализирало да је садржај познат. Мајор Ронге је наредио да се напише ново писмо, које је мајор Николај после послао у Берлин. Едмунд фон Гајер, шеф државне полиције, надгледао је шалтер за поштанска писма у пошти на Флајшмаркту више од месец дана, у нади да ће прималац поново доћи по писмо. Када је Редл подигао писмо 25. маја 1913. године, био је праћен и јасно идентификован као прималац на основу рукописа на преузетом и одбаченом писму.

### Покушај прикривања
За начелника Генералштаба к.у.к. Франца Конрада фон Хецендорфа, који је већ био контроверзна личност у Мађарској и Министарству спољних послова, ово је представљало двоструки ударац. Осим издаје тајни, постојао је и ризик од срамотног суђења које би открило неуспехе генералштаба у провери официра на кључним позицијама, што би Мађарима дало додатне аргументе за његову смену. Због тога је наредио потпуну тајност. Делегација официра, коју су чинили заменик начелника Генералштаба к.у.к. Војске, генерал-мајор Франц Хофер фон Фелдштурм, чланови Канцеларије за доказе Урбански и Ронге и војни судија Венцел Ворличек, требало је да посети Редла у његовом дому (хотел Кломсер на Херренгасе у Бечу) и да га ухапси. Они су пронашли Редла, који је већ сумњао да ће бити ухваћен, како се припрема да изврши самоубиство у својој соби у хотелу.
„Већ знам зашто господа долазе. Ја сам жртва несрећне страсти; Знам да сам изгубио живот и тражим оружје да бих могао да окончам своје постојање.”
Он је свом бившем колеги Ронгеу открио да је „велико служио страним државама током 1910. и 1911. године“ и да је то чинио самостално. Ронге је затим из његове канцеларије узео пиштољ и пакет отрова, након чега су се повукли да би „злочинцу пружили прилику да брзо прекрати свој живот“. У раним јутарњим сатима пронађен је мртав. Конрад је телеграмом обавестио престолонаследника и надвојводу Франца Фердинанда, генералног инспектора Аустро-Угарске војске, да се Редл убио „из непознатих разлога“.  На исти начин је обавештен и цар, а слична депеша послата је штампи 26. маја.
Међутим, истог дана, новине су спекулисале о „нервним поремећајима“ или „нервном слому“ као узроку самоубиства.
„Један од најспособнијих и најпознатијих официра Генералштаба, пуковник Алфред Редл, начелник штаба 8. корпуса у Прагу, извршио је самоубиство у суботу увече у хотелу у центру града. Високо надарени официр, пред којим је још била велика каријера, убио се, како се верује, хицем у уста у стању тешке неурастеније изазване психичким пренапрезањем. Извештај у Дие Пресе Ноје Фрај Пресе од датума 26. мај 1913 

### Обавештавање јавности
Комисија задужена за истрагу случаја (Хофер-Фелдстурм, Урбански, Ронге, Ворличек) одмах је упућена експресним возом из Беча у Праг да прегледа Редлово боравиште и осигура доказе.
Према извештају новинара Егона Ервина Киша, комисија је стигла у Праг око подне на дан самоубиства. Будући да је био недељни дан, није било могуће пронаћи бравара за отварање врата и закључаних контејнера. Зато је ангажован цивилни бравар, члан фудбалског клуба ДБЦ Штурм из Прага, који је због тога пропустио важну утакмицу. Киш, који је у то време био локални репортер за прашки лист Бохемиа на немачком језику и почасни председник ДБЦ Штурм, првобитно му је замерио. Међутим, када је сазнао прави разлог његовог одсуства, Киш је закључио да је власник стана морао бити пуковник Редл, чију смрт су новине тек објавиле. Информације бравара указивале су на шпијунажу и хомосексуализам. Због цензуре, Киш је могао да објави овај сензационални извештај само као порицање наводно лажних чињеница, које су се појавиле подебљано на насловној страни понедељковог издања Бохемије.
„Од нас се тражи да оповргнемо гласине које су се појавиле управо у војним круговима да је начелник Генералштаба Прашког корпуса, пуковник Алфред Редл, који је прекјуче извршио самоубиство у Бечу, издао војне тајне и шпијунирао. за Русију.“
Овај извештај је изазвао велику пометњу, тако су и цар и престолонаследник сазнали за Редлову издају. Армија новинара је почела да истражује случај. Постоји сумња у многим круговима у Кишову тврдњу да је он једини одговоран за откриће. Иако се референца Егона Ервина Киша на случај Редл може наћи у прашким дневним новинама Бохемиа, лексикон шпијунаже у 20. веку нетачно тврди:
„Наводна умешаност извештача Егона Ервина Киша (Прашка Бохемија и страни дописник 'Берлинер Тагблат') у разоткривање заснована је на његовом каснијем извештају, за који нема доказа.
Према истраживања Мајкла Хоровица, Кишов извештај о откривању афере преко прашког бравара био је измишљотина да би се заштитио доушник високог ранга. Министарство рата је реаговало тек након три дана, извештавајући да је Редл извршио самоубиство „када је требало да буде предат страним силама због непристојног хомосексуалног понашања и издаје тајни”. Министарство је касније прикрило да је Редл био приморан на самоубиство, што је онемогућило потпуно истраживање случаја. Шеф канцеларије за доказе, Урбански, тврдио је да је поднео детаљан извештај, који је касније умањен од стране војне канцеларије престолонаследника. Додатни скандал настао је када је тинејџер купио Редлов фотоапарат и у њему открио слике строго поверљивих војних докумената, који су превидђени током претреса његовог стана у Прагу.
Истраживањем случаја, аустријска канцеларија за одбрану је открила да је Редлов рачун у Ноје Винер Шпаркасе имао изузетно брзе депозите од почетка 1907. године. Од 1905. до 1913. године укупно 116.700 круна. Временски период и величина депозита указују на то да су Редлови акти издаје били дуготрајнији и значајнији него што је признао пред своју смрт. Због његове смрти, коначно разјашњење није било могуће.
Тело Алфреда Редла је положено у Гарнизонску болницу I, 28. маја 1913. године. Следећег дана, његова сахрана је одржана на бечком централном гробљу, које је требало да буде углавном затворено за јавност.
„Није било пратње, ниједан официр се није појавио као ожалошћени, чак ни палчеви нису били војници, већ запослени у градској мртвачници. У ¾ 1 сат довезла су се мртвачка кола најједноставније класе са два коња која се нису зауставила испред капије, као што је уобичајено, већ су улетела у мртвачницу, чија се капија поново брзо затворила. Ови необични догађаји изазвали су радозналост пролазника и убрзо се испред гарнизонске болнице окупила велика маса. Благослову су присуствовали само рођаци и неколико људи који су им били пријатељи. Неколико венаца украшавало је ковчег, који је, умотан у црну платну, са отворених погребних кола пренет на централно гробље ради сахране.”– Извештај у немачком Волксблату од 29. маја 1913. године
Сахрана је извршена у гробу без надгробног споменика (група 79, ред 27, број 38). Гроб је касније био оскрнављен од стране разгневљених грађана. Када се скандал стишао, постављен је надгробни споменик, који су националсоцијалисти уклонили 1944. године. Гробница је данас званично напуштена и поново заузета, а његове кости и даље почивају на том месту.

### Војни утицај
Када су у Редловим приватним просторијама откривени Ратни налог де Батаиле, упутства за мобилизацију за све могуће ситуације, приручник за резерве, контраобавештајне мере у Галицији, адресе страних генералштабова, шпијунска кореспонденција, документи о извиђању и многи други, претпостављено је да би највећа штета могла бити издаја аустријских планова распоређивања против Русије. Откривени документи приказују снаге потребне за започињање војних операција и њихову расподелу. Руски историчари су сада потврдили ову претпоставку.
После откривања афере, аустријска тајна служба је направила велике напоре да јавно умањи њен значај. Први пут се помиње у марту 1912. године, Редлова све већа потреба за новцем повезана је са „његовом фаталном страшћу“, док објављени извештај аутопсије указује на патолошку промену у његовом мозгу. У исто време, покушаји су направљени да се измене планови распоређивања и да се руској страни стави до знања да су откривени планови још увек валидни.
Многи историчари сматрају да је издаја Алфреда Редла барем делимично допринела катастрофалним поразима Аустроугарске у првим месецима Првог светског рата, јер није било времена за потпуну промену обимних планова између његове смрти и почетка рата. Редл је такође открио аустријске и немачке шпијуне у Русији, чиме је омогућио Русији да се припреми за рат, док је Аустро-Угарска због тога имала преоптимистичку представу о балансу снага. Аустријски заменик рајхсрата, гроф Адалберт Штернберг, коментарисао је ово после рата, повезујући Редлову издају са издајом руског пуковника Кирила Петровича Лајкова у Генералштабу, који је наводно понудио Аустрији комплетан план руског распоређивања:
„Овај зликовац (Редл) је осудио сваког аустријског шпијуна, јер је случај руског пуковника [Лајкова] поновљен неколико пута. Редл је испоручио наше тајне Русима и спречио нас да сазнамо руске тајне преко шпијуна. 1914. Аустријанци и Немци наводно нису знали за постојање 75 дивизија, које су чиниле више од целе аустроугарске војске...“
Фон Стернберг иде толико далеко да анализира последице случаја Редл на следећи начин:
„Да смо јасно видели, наши генерали не би терали дворског достојанственика да објави рат.“

Историчари шпијунаже, попут шефа ЦИА Алена Далса и совјетског генерала Михаила Милштајна, једногласно су описали Редла као „архи-издајника“ који је допринео поразима Аустро-Угарске у првим месецима рата, иако без даљих детаља.
С друге стране, царски генералштаб је очигледно такође веровао у непромењену валидност плана размештања који је купио и био је изненађен када су главне аустроугарске снаге напредовале 100 до 200 км западније од очекиваног, што је довело до успеха Аустрије у битке код Красника и Комарова .
Други историчари долазе до закључка да Редл није имао никакву значајну улогу, али је био користан као „жртвени јарац“ за поразе од аустроугарске војске. Енглеско-аустралски шпијунски аутор Филип Најтли тврди у овом смислу.] Тврдњу да је Редл крив за разорне поразе аустроугарске војске у првој фази рата са Русијом описује као веома нејасну и суштински недоказану. Штета коју је Редл нанео планирању операције и данас је контроверзна, али сада има више доказа који указују на то да та информација на крају није имала одлучујућу вредност за његове руске спонзоре.
Леидингер и Моритз су такође дошли до сличног закључка у најновијој студији о случају Редл, заснованој на много широј бази извора. Сматрају да је доказано да је руска војска преко шпијуна попут Редла „уочи Првог светског рата имала информације о нечему за Аустро-Угарску. „Војска је имала забрињавајући ниво знања“, али ову чињеницу не треба прецењивати. С једне стране, бројна упутства и лабораторије за распоређивање трупа су прерађене након „афере Редл“, а са друге стране, руска страна је, између осталих, била упозната и са одређеним природним подручјима. околности, као нпр Б. Жељезнички капацитети, већ су били познати, због чега се распоређивање Аустроугарске у случају рата у одређеној мјери могло „унапријед прорачунати“. Не треба заборавити да су са почетком рата 1914. године на сцену ступили потпуно другачији и стално променљиви политичко-војни фактори, тако да је круто придржавање Редлових података било од мале помоћи у садашњој ситуацији.

## Филмске адаптације
- 1925: Оберст Редл (1925), Режија Ханс Ото Ловенштајн, Глумац: Роберт Валберг
- 1931: Случај генералштабног пуковника Редла, (D/ČSR) – Режија: Карл Антон, Глумци: Теодор Лос, Лил Даговер, Ото Хартман
- 1955: Шпијунажа, режија: Франц Антел, Глумци: Евалд Балсер, Рудолф Форстер, Герхард Ридман, Оскар Вернер; аутентично препричавање шпијунских активности Алфреда Редла, реконструкција историјске и психолошке позадине догађаја.
- 1974: „Добар патриота”, (FR) – Француски ТВ филм са Пјер Ванеком као Алфред Редл, На основу Џон Осборновог играјте Патриот за мене
- 1985: Пуковник Редл, (HU/AT) – Режија: Иштван сабо, Глумци: Клаус Марија Брандауер], Армин Милер-Стал, Гудрун Ландгребе, Филмска адаптација случаја шпијунаже Алфреда Редла, номинована за Оскара.

## Документарни филмови
- Fitzk Kaltis, Gerhard Jelinek: Leidenschaft und Verrat. Alfred Redl – der Jahrhundertspion. Erstsendung: 24. Mai 2013. Online[48]
- Andrea Morgenthaler: Der Jahrhundertspion Oberst Redl. Dokumente, die die Welt bewegen, 2016, Online, verfügbar bis 16. Juni 2022[49]